# Super Bowl XXIII
Super Bowl XXIII var den 23. udgave af Super Bowl, finalen i den amerikanske football-liga NFL. Kampen blev spillet 22. januar 1989 på Joe Robbie Stadium i Miami og stod mellem San Francisco 49ers og Cincinnati Bengals. 49ers vandt 20-16 og sikrede sig dermed klubbens tredje Super Bowl titel.
Kampens MVP (mest værdifulde spiller) blev 49ers wide receiver Jerry Rice.
| NFL | Spire Denne artikel om NFL er en spire som bør udbygges. Du er velkommen til at hjælpe Wikipedia ved at udvide den. |